# Mesarmadillo
Mesarmadillo es un género de crustáceo isópodo terrestre de la familia Eubelidae.

## Especies
- Mesarmadillo albescens Ferrara & Schmalfuss, 1976
- Mesarmadillo albicornis Budde-Lund, 1899
- Mesarmadillo arambourgi Paulian de Felice, 1945
- Mesarmadillo buddelundi Richardson, 1909
- Mesarmadillo chappuisi Paulian de Felice, 1945
- Mesarmadillo eubeloides Ferrara & Schmalfuss, 1985
- Mesarmadillo flavescens Richardson, 1909
- Mesarmadillo flavimarginatus Richardson, 1907
- Mesarmadillo ghanensis Ferrara & Schmalfuss, 1976
- Mesarmadillo giganteus Paulian de Felice, 1945
- Mesarmadillo gracilipennis Arcangeli, 1950
- Mesarmadillo hastatus Richardson, 1907
- Mesarmadillo kivuensis Arcangeli, 1950
- Mesarmadillo marginatus Dollfus, 1892
- Mesarmadillo montanus (Verhoeff, 1942)
- Mesarmadillo pfaui Ferrara & Schmalfuss, 1976
- Mesarmadillo quadricoloratus Richardson, 1907
- Mesarmadillo quadrimaculatus Budde-Lund, 1899
- Mesarmadillo similis Richardson, 1907
- Mesarmadillo tuberculatus Dollfus, 1892
- Mesarmadillo variegatus Richardson, 1907